# All India Trinamool Congress
Le All India Trinamool Congress (abrégé en AITC ou TMC ; bengali : সর্বভারতীয় তৃণমূল কংগ্রেস) est un parti politique du Bengale-Occidental, fondé le 1er janvier 1998. Il se compose essentiellement d'anciens membres du Congrès national indien et est dirigé par Mamata Banerjee.

## Résultats électoraux
En mai 2011, le parti remporte, en coalition, les élections au Bengale-Occidental, passant ainsi devant le Front de gauche, constitué autour du Parti communiste d'Inde (marxiste), qui dirigeait l'État depuis 1977. 
Dans la Lok Sabha, la chambre basse du parlement indien, le TMC compte dix-neuf députés et gagne trente-quatre députés en 2014.